# Stenometopiellus cookei
Stenometopiellus cookei är en insektsart som beskrevs av David D. Gillette 1898. Stenometopiellus cookei ingår i släktet Stenometopiellus och familjen dvärgstritar. Inga underarter finns listade i Catalogue of Life.